# Hyl
Das Hyl (Einheitenzeichen hyl, von altgriechisch ὕλη hylē, deutsch ‚Stoff, Materie‘) war eine Masseneinheit im Technischen Maßsystem, ist aber nicht mehr in Gebrauch.

## Definition
Das Hyl war definiert als die Masse, die unter Einwirkung einer Kraft von einem Kilopond in einer Sekunde um einen Meter pro Sekunde beschleunigt wird:
{\displaystyle \mathrm {1\;hyl:=1\;{\frac {kp\cdot s^{2}}{m}}=9{,}806\,65\;kg} }.
Der Zahlenwert 9,80665 entspricht der Normfallbeschleunigung, ausgedrückt in m/s2.
Alternative Namen sind Technische Masseneinheit (TME), Par, Mug (von metric slug), und vorgeschlagen war Inerta (i).

## Alternative Definition
Außerhalb des deutschen Sprachraumes und Nordeuropas galt teilweise die alternative Definition:
{\displaystyle \mathrm {1\;hyl:=1\;{\frac {p\cdot s^{2}}{m}}=9{,}806\,65\;g} ,} d. h. ein Tausendstel des o. g. Wertes.
Nach dieser Konvention entspräche 1 Kilohyl (khyl) einer Masse von 9,80665 kg.